# Daniel Weder
Daniel «Dani» Weder (* 1. Juni 1957) ist ein Schweizer Manager. Er leitete von 2007 bis 2017 das staatliche schweizerische Flugsicherungsunternehmen Skyguide.

## Leben
Weder war für die Fluggesellschaft Swissair – und nach deren Grounding – für die Nachfolgegesellschaft Swiss International Air Lines (SWISS) tätig. Zuletzt war er bei SWISS als Vizepräsident für das Marketing in der Schweiz zuständig. Er trat 2007 bei Skyguide die Nachfolge von Alain Rossier und Francis Schubert (ad interim) an.
Daniel Weder wäre von der am 5. Juni 2015 abgelehnten Eidgenössische Volksinitiative «Pro Service public» betroffenen gewesen. Im Abstimmungskampf wurde argumentiert, ein weniger hohes Einkommen für Weder könnte dazu führen, dass «die Löhne bei der Flugsicherung ins Rutschen kommen» würden.
Als Geschäftsführer von Skyguide als Bundesbetrieb unterlag die Entlöhnung von Daniel Weder den Vorgaben des Art. 6a des Bundespersonalgesetzes (BPG). 2015 betrug die Entlöhnung Fr. 548'226 einschliesslich Fr. 132'841 Bonus und zuzüglich beruflicher Vorsorgeleistungen in Höhe von Fr. 175'205.
Am 1. Juli 2017 wurde Weder infolge Frühpensionierung von Alex Bristol abgelöst. Seitdem ist Dani Weder als unabhängiges Board Mitglied, Berater und Referent tätig.